# Eve Lindley
Eve Lindley (12 de enero de 1993) es una actriz y modelo estadounidense. Es conocida por interpretar a Simone en la serie de televisión Dispatches from Elsewhere. Como modelo, ha trabajado junto a Barneys New York.

## Filmografía

### Cine
| Año  | Título                  | Papel         | Notas            |
| ---- | ----------------------- | ------------- | ---------------- |
| 2016 | All We Had              | Pam           | Papel secundario |
| 2017 | Linda & the Worm        | Tiffany       |                  |
| 2018 | A Kid Like Jake         | Camarera # 1  |                  |
| 2018 | Happy Birthday, Marsha! | Sylvia Rivera | Cortometraje     |
| 2019 | Extra Toppings          | Taylor        | Cortometraje     |
| 2019 | Otherhood               | Chica         |                  |
| 2019 | Welcome Back, Lenny     | Lenny         | Cortometraje     |
| 2021 | After Yang              | Faye          |                  |
| 2022 | Bros                    | Tamara        |                  |
| 2023 | National Anthem         | Sky           |                  |

### Televisión
| Año  | Título                    | Papel     | Notas        |
| ---- | ------------------------- | --------- | ------------ |
| 2016 | Mr. Robot                 | Hot Carla | 4 episodios  |
| 2016 | Outsiders                 | Frida     | 8 episodios  |
| 2016 | Fishkill                  | Justine   |              |
| 2017 | High Maintenance          |           | 1 episodio   |
| 2019 | Tales of the City         | Lily      |              |
| 2020 | Dispatches from Elsewhere | Simone    | Protagonista |

### Teatro
| Año  | Título          | Papel | Notas                                       |
| ---- | --------------- | ----- | ------------------------------------------- |
| 2016 | Street Children | Jamie | Protagonista. Presentación de Off-Broadway. |